# Sold at Auction
Sold at Auction er en amerikansk stumfilm fra 1917 af Sherwood MacDonald.

## Medvirkende
- Lois Meredith som Nan
- William Conklin som Richard Stanley
- Marguerite Nichols som Helen
- Frank Mayo som Hal Norris
- Charles Dudley som William Raynor